# Колосья (журнал, Харьков)
«Колосья» — еженедельный литературно-художественный иллюстрированный журнал социал-демократического направления.
Выходил с 1918 года на русском языком в Харькове в период Украинской народной республики Советов до оккупации города немцами. 
Главный редактор — Ф. Я. Кон и В. С. Рожицын.
Большая часть публикаций была посвящена современной литературе и искусству. Журнал освещал новости литературы (особое внимание уделял футуристической поэзии и футуризму), театра, кино. Печатал поэзию А. Белого, М. Волошина, А. Гатова, А. Гастева, Г. Шенгели, П. Шлеймана и других, переводы произведений Э. Верхарна, Г. Гейне, Р. М. Рильке, К. Фаррера, П. Нансена; фундаментальные обзоры литературной жизни, статьи по теории и истории литературы и искусства. Отстаивал права на свободу самовыражения, сражался против абсолютизации идей. Проявлял интерес к понятиям «интернациональное» и «национальное» в искусстве, вопросов о пролетарской культуре.
На страницах журнала была опубликована поэма «Гавриилиада» А. Пушкина, «Воспоминания» Ф. Кона о революционной деятельность в Польше и России, программную статью о сути актёрского творчества «Образ императора Павла» Б. Глаголина.
12-й номер журнала был посвящён В. Г. Короленко (очерки, варианты его рассказов, биография, статьи о творчестве, воспоминания о встречах с ним). Среди авторов — Ю. Омич, В. Алексеев. Печатал произведения художников кубофутуристической группы «Союз Семи» Б. Косарева, В. Бобрицкого и Б. Цибиса, виньетки и иллюстрации В. Ермилова, А. Козлова, шаржи И. Бия и Э. Штейнберга на местных политических деятелей.